# Mesones Hidalgo
Mesones Hidalgo es una localidad del estado mexicano de Oaxaca, cabecera del municipio de Mesones Hidalgo. Su población era de 976 habitantes en 2020.